# 忽图剌
忽图剌，又称忽图剌罕是蒙古部的汗，他是铁木真的曾祖父合不勒的第三个儿子，铁木真父亲也速该的叔叔。忽图剌作为俺巴孩汗的侄子在其死后继承了汗位。
相传忽图剌汗孔武有力，声音像雷鸣山中，把人折为两段就像折箭一样容易。冬天睡觉的时候，燃烧的巨木溅出的火星落在身上而不觉，醒后以为身上被烫伤的地方是虫蛰。
因为俺巴孩被抓住的时候曾说起合达安和忽图剌的名字，忽图剌便被推举为新的汗。百姓在大树下筵席狂欢，把地面都践踏出了深沟。
据《史集》记载，在一次战役中，忽图剌在归去的途中狩猎以娱乐，结果遇到蒙古的一个部落、朵儿边部的袭击。结果他陷入泥沼，但是登上马鞍，猛力跳出泥潭逃走。他已死的消息已被传开，也速该也拿着祭品前来吊唁，只有忽图剌的妻子不相信他的死亡。当他回到自己部落的时候，人们已经在为他哭泣。
忽图剌即汗位后和合达安一起同塔塔儿部人和金朝作战以报俺巴孩被塔塔儿人送与金帝、结果被钉在木驴上处死之仇。但是“与阔湍巴剌合、扎里不花两人厮杀十三次，不曾报得仇”。在战斗中，忽图剌的侄子也速该崭露头角，击败了塔塔儿人。他的妻子诃额仑在战斗中生下了一个孩子，此时正好俘获一个叫帖木真木格的敌方将领。为了纪念这次的胜利，也速该为这个孩子取名为铁木真，即后来的成吉思汗。
忽图剌有三子——拙赤（与成吉思汗的长子同名，是也速该汗时期的重臣）、吉儿马兀和阿勒坛（铁木真称成吉思汗时的重臣）。

### 文献
- 雷纳·格鲁塞; 龚钺译. . . 北京: 商务印书馆. 2003: 39～40. ISBN 978-7-100-02203-3.

| 忽图剌 孛兒只斤家族     | 忽图剌 孛兒只斤家族 | 忽图剌 孛兒只斤家族 |
| 統治者頭銜              | 統治者頭銜          | 統治者頭銜          |
| ----------------------- | ------------------- | ------------------- |
| 前任者： 蒙兀大汗俺巴孩 | 蒙兀大汗 ?年—?年    | 繼任者： 烈祖也速该 |